# Барбре Сен Силпис
Барбре Сен Силпис (фр. Barberey-Saint-Sulpice) насеље је и општина у североисточној Француској у региону Шампања-Ардени, у департману Об која припада префектури Троа.
По подацима из 2011. године у општини је живело 1.252 становника, а густина насељености је износила 133,76 становника/km². Општина се простире на површини од 9,36 km². Налази се на средњој надморској висини од 150 метара.

## Демографија
| 1962. | 1968. | 1975. | 1982. | 1990. | 1999. | 2011. |
| ----- | ----- | ----- | ----- | ----- | ----- | ----- |
| 528   | 768   | 756   | 723   | 654   | 766   | 1.252 |

График промене броја становника у току последњих година